# Svenska postförbundet
Svenska postförbundet var ett svenskt fackförbund inom Landsorganisationen (LO) som ursprungligen bildades med namnet Sveriges postvaktbetjänteförening 1886, namnändrades 1905 till Svenska postbetjänteföreningen, 1908 till Svenska postmannaförbundet och slutligen 1962 till Svenska postförbundet. Det uppgick 1970 i Statsanställdas förbund.

## Historia
- 1886 kallade brevbäraren G. O. Schelin i Norrköping till ett möte i Stockholm med syftet att bilda en central facklig organisation. Resultatet blev den löst sammansatta Sveriges postvaktbetjänteförening.
- 1887 vid ett andra möte antogs stadgar och G. O. Schelin utsågs till ordförande.
- 1890 bröt sig ett antal missnöjda medlemmar ut och bildade Postbetjäningens brödarförbund men de återinträdde redan 1896.
- 1898 startades en sjuk- och begravningskassa.
- 1905 byttes namnet till Svenska postbetjänteföreningen och tre år senare till Svenska postmannaförbundet.
- 1909 stod förbundet utanför storstrejken.
- 1912 bröt sig järnvägspostiljonerna ut p.g.a. missnöje och bildade Svenska postiljonsföreningen, men återkom efter fem år.
- 1917 inrättades en understödsfond.
- 1920 uppgick medlemmarna i Föreningen Sveriges lantbrevbärare i förbundet och bildade från 1926 en särskild krets.
- 1923 hade förbundet 4121 medlemmar. [1]
- 1947 uppgick Svenska poststationsföreståndareföreningen i förbundet.
- 1950 hade förbundet 106 avdelningar med 16971 medlemmar.
- 1962 bytte förbundet namn till Svenska postförbundet.
- 1970 var man tvungna att effektivisera förhandlingarna på det statliga området. Statstjänarekartellen förslog inte längre.  Åtta förbund och delar av ett nionde bildade därför tillsammans det nya Statsanställdas förbund.